# 張夢鯉 (萬曆進士)
張夢鯉（1544年—？），字化龍，山西平陽府絳州絳縣人，軍籍，明朝政治人物。同進士出身。

## 生平
嘉靖四十三年（1564年）甲子科山西鄉試第六十四名，萬曆五年（1577年）丁丑科會試第一百九十八名，登三甲第一百六十一名進士。官山東臨淄縣知縣。

## 家族
曾祖張縯，曾任義官；祖父張大車，曾任貢士；父張簡。母邵氏；繼母原氏。具慶下。弟夢麒、夢虎。
妻阎氏有节行，奉㫖建坊。